# Fusariose
Unter Fusariose sind verschiedene Krankheiten zusammengefasst, die durch Schlauchpilz-Arten der Gattung Fusarium ausgelöst werden. Diese Bezeichnung wird sowohl beim Befall von Pflanzen als auch bei Pilzerkrankungen beim Menschen angewandt. Fusarium-Befall kann bei Pflanzen vielfältige Krankheitsbilder verursachen, beispielsweise  Auflauf- und Fußkrankheiten, Blattflecken, Weißährigkeit, partielle Taubährigkeit sowie Schrumpfkörner. Bei verschiedenen Nutzgetreidearten kann die Fusariose zu sehr starken Ernteminderungen führen; längerfristiger Verzehr von mit Fusarien befallenem Getreide birgt erhebliche gesundheitliche Risiken.

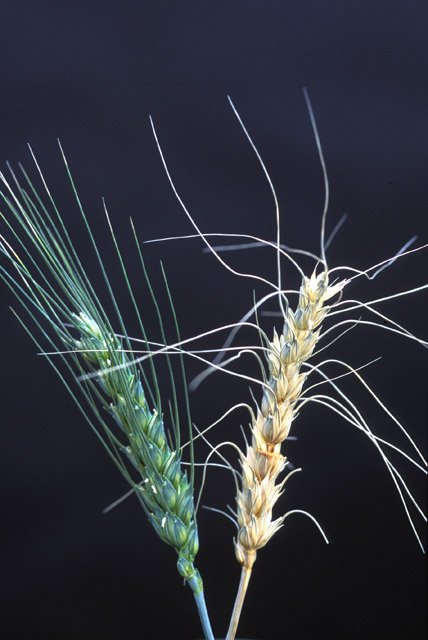
Eine gesunde Ähre (links) im Vergleich mit einer von Fusarium graminearum befallenen Ähre (rechts).

## Ährenfusariose

### Symptome
Die Symptome der Ährenfusariosen zeigen sich als partielle Taubährigkeit im Getreide (Englisch: head blight) und werden durch mehrere Fusarium-Arten verursacht, zu denen insbesondere Fusarium graminearum, Fusarium culmorum, Fusarium avenaceum, Fusarium poae, Fusarium tricinctum, Fusarium cerealis und Fusarium sporotrichioides zählen. Hauptsächlich treten Ährenfusariosen an Winterweizen, Durum-Weizen, Hafer und Triticale auf, während Roggen oder Gerste seltener betroffen sind. Der Ährenbefall mit Fusarium spp. gilt inzwischen als eine der wichtigsten weltweit auftretenden Krankheiten des Getreides, zumal diese Krankheit nur dann mit Fungiziden bekämpft werden kann, wenn man bei einer Infektion der Blüte den genauen Infektionstermin trifft. Eine exakte Prognose dieses Zeitpunktes ist bislang kaum praktikabel, da auf jedem Getreidefeld andere mikroklimatische Faktoren wirksam sind. Es gibt darüber hinaus erste Hinweise, dass der Befall bei Weichweizen (Triticum aestivum) nicht nur durch eine Infektion der Blüte, sondern auch über Dauersporen und infizierte Pflanzenreste aus dem Boden zustande kommen kann. Eine vorbeugende Verhinderung von Fusariosen durch Anbau resistenter Sorten, Fruchtfolge und Bodenbearbeitung ist deshalb nötig. Durch den Ausfall der Kornbildung, Kümmerkornbildung und die reduzierte Tausendkornmasse können Ertragsverluste von bis zu 70 Prozent entstehen.
Das erste sichtbare Symptom ist das Ausbleichen einzelner Ährchen oder ganzer Ährenstufen, das als Partielle Taubährigkeit beschrieben wird. Es entstehen Kümmerkörner oder die Kornbildung unterbleibt ganz, obwohl ausgeblichene Ährchen nicht infiziert sein müssen. Später folgt dann die Bildung von orange- bis rosafarbenen Sporenbelägen auf den Deckspelzen und schließlich kommt es häufig zu verstärktem Auftreten von sekundären Schwärzepilzen.

## Stängel- und Kolbenfäule
An Mais lösen mehrere Fusarium-Arten eine Stängel- und Kolbenfäule aus. Beteiligt sind unter anderem die Arten Fusarium graminearum, Fusarium culmorum, Fusarium verticillioides, Fusarium subglutinans, Fusarium proliferatum, Fusarium crookwellense, Fusarium sporotrichioides und Fusarium equiseti. Sie befallen Wurzeln, Stängel und Kolben und führen zur Ertragsminderung, und bilden auch gesundheitsgefährdende Mykotoxine. Besonders eine ungenügende Fruchtfolge erhöht das Risiko einer Infektion, eine Einarbeitung der Stoppeln in den Boden vermindert hingegen das Risiko.

## Folgen
Gleichzeitig mit der Ausbreitung des Pilzes in der Ähre und den Körnern werden auch Mykotoxine gebildet, aber auch in Spelzen, Spindeln und Halmen können diese Toxine in höheren Konzentrationen vorkommen. Von diesen Fusarium-Mykotoxinen treten am häufigsten die B-Trichothecene Deoxynivalenol (DON), Nivalenol (NIV) und Zearalenon (ZEA) im Winterweizen auf.
Weltweit werden einige bei Menschen und Tieren aufgetretene und auftretende Erkrankungen mit Mykotoxinen in Verbindung gebracht. Deoxynivalenol führt bei Schweinen schon ab 0,3 Milligramm DON pro Kilogramm Futter zu einer reduzierten Futteraufnahme, während Geflügel und Wiederkäuer wesentlich höhere Konzentrationen tolerieren. Für Menschen besteht bei längerem Konsum von belasteten Nahrungsmitteln die Gefahr von Nierenschäden oder gar Nierenversagen, und wie auch anderen Trichothecenen wird Deoxynivalenol, seinen acetylierten Derivaten und Nivalenol eine immunsuppressive Wirkung zugeschrieben.

## Fusariosen bei Gemüsearten
Fusariosen spielen nicht nur im Getreideanbau eine Rolle, zahlreiche gärtnerischer Kulturpflanzen werden von verschiedenen Arten der Gattung Fusarium befallen und verursachen Ertragsausfälle. Wirtspflanzen aus dem Bereich des Gemüsebaus sind z. B.
- Buschbohne – F. oxysporum f. sp. phaseoli
- Erbse – F. oxysporum f. sp. pisi (verschiedene Pathotypen gegen die einzelne Kultursorten unterschiedlich resistent sind)
- Gurke – F. oxysporum f. sp. cucumerinum
- Kohl, Rettich, Radies – Fusarium oxysporum f. sp. conglutinans; F. oxysporum f. sp. raphani
- Spinat – Fusarium oxysporum f. sp. spinaciae (saatgutübertragbar)
- Tomate – F. oxysporum f. sp. lycopersici (Welke) und F. oxysporum f.sp. radicis-lycopersici (Fußkrankheit)
- Zwiebel – F. oxysporum f. sp. cepae

## Fusarien beim Menschen
Fusarium leben vor allem im Boden oder auf und in Pflanzen. Besonders bei Patienten mit geschwächtem Immunsystem können verschiedene Fusarien allerdings auch ernsthafte Fusariosen auslösen, vor allem durch die Arten Fusarium solani (50 Prozent aller Fälle), Fusarium oxysporum, Fusarium verticillioides und Fusarium moniliforme. Die Arten lösen oberflächliche Infektionen aus, beispielsweise Keratitis oder Onychomykose, manchmal auch Peritonitis und Zellulitis. Problematisch können auch allergische Reaktionen wie Sinusitis und Pneumonie sein.
Die Aufnahme von Mykotoxinen (siehe oben) von befallenen Pflanzen oder Pflanzenteilen ist nicht nur für immungeschwächte Personen gefährlich, sondern ist allgemein gefährlich.

## Weiterführende Literatur
- D. W. Parry, P. Jenkinson, L. McLeod: Fusarium ear blight (scab) in small grain cereals - A review. In: Plant Pathology. 1995; 44, S. 207–238, doi:10.1111/j.1365-3059.1995.tb02773.x.
- S. Popovski, F. A. Celar: The impact of environmental factors on the infection of cereals with Fusarium species and mycotoxin production – a review. In: Acta agriculturae Slovenica. 2013; 101, S. 105–116. doi:10.2478/acas-2013-0012.